# Gabriela Bettini
Gabriela Bettini (Madrid, 8 de noviembre de 1977) es una artista multidisciplinar hispano-argentina que trabaja con pintura, dibujo, vídeo e instalación. Ha sido reconocida por aunar la investigación pictórica con el compromiso con los Derechos Humanos, así como por enfatizar la distancia entre la historia oficial y los relatos personales.

## Trayectoria
En 2001 se licenció en Bellas Artes por la Universidad Complutense de Madrid y, un año después, cursó el máster en Teoría y Práctica de las Artes Plásticas Contemporáneas de la misma universidad. En el año 2003, gracias a conseguir la beca de la Fundación La Caixa y British Council, realizó el máster en Bellas Artes por la Universidad de East London. 
Fue seleccionada para la Muestra de Arte INJUVE en 2005 y, cinco años después, obtuvo una beca en el Centro Cultural de España en Buenos Aires (Argentina) para la Residencia Internacional para Artistas URRA. 
En el año  2010, entró a formar parte del Archivo de Creadores de Matadero Madrid y, durante el curso 2015/2016, disfrutó de la Beca de Pintura MAEC-AECID en la Real Academia de España en Roma.
Actualmente vive y trabaja en Madrid.  

## Obra
Uno de sus primeros proyectos destacados es Recuerdos inventados (2003), donde, en referencia a la historia de desapariciones de miembros de su familia durante la dictadura argentina (bisabuela, abuelo y tres tíos), Bettini se relaciona con la ausencia de su abuelo y de su tío.
En el año 2007 y en el marco del Premio de Creación Artística de la Comunidad de Madrid, desarrolla la propuesta Cuarto y Mitad, con la que recrea un espacio doméstico complejo a través de "una serie de objetos y muebles de uso habitual, funcionales o decorativos, que han sido amputados, deslavazados, abiertos, destripados y finalmente recompuestos con materiales y formas diferentes".
En relación con su historia familiar y en el marco de la postmemoria (el relato de la historia que trata de recomponer la generación siguiente a quienes vivieron la dictadura), en La casa despojada (2011), realiza y graba una acción en una casa cerca de la ciudad de La Plata donde el ejército asesinó a cuatro personas en 1977 durante la dictadura de Videla. Su intervención consistió en cubrir sus paredes con dibujos que devolvieran a la vivienda cierta sensación de hogar. La casa roja (2013) incluye dibujos y una pieza audiovisual. Para realizarlo, Bettini se trasladó al lugar en el que la filósofa Hannah Arendt, en 1933, se escapó de Alemania a la antigua Checoslovaquia y el título alude a una casa dividida por la frontera entre los dos países y que servía de refugio para personas prófugas.
Con Paisajes de excepción (2016) y La memoria de los intentos (2017) así como con Repoussoir, la obra galardonada con el Premio Internacional de Artes Plásticas Obra Abierta en 2017, Bettini vincula, a través de pintura de paisajes, el colonialismo y el neocolonialismo relacionado con la crisis ambiental actual, denunciando los feminicidios de defensoras de la Naturaleza.
En el año 2018 presenta Primavera silenciosa, propuesta con la que cuestiona, en la línea de sus últimos trabajos y con la inspiración de la obra de la ilustradora científica del siglo XVII María Sbylla Merián, el impacto de los monocultivos en la pérdida de biodiversidad.
En Zona de contacto (2019) continúa la crítica al capitalismo depredador en América Latina. Comisariada por Manuela Pedrón Nicolau y Jaime González Cela, la exposición recorre sus últimas tres series e incorpora dos nuevas piezas realizadas en exclusiva para la muestra.
Topografía del borrado (2020) es una nueva denuncia de la explotación que el ser humano ejerce sobre la naturaleza. Los paisajes de Bettini nos llevan a los museos de historia natural del siglo XIX y sus dioramas, estructuras que muestran, con intención didáctica, una naturaleza encapsulada. En la representación que la artista hace de ellos las especies animales disecadas desaparecen intencionadamente puesto que, por la impronta humana y el impacto de los monocultivos, estos ya no viven en sus hábitats.
Presenta Raíces Secundarias en 2022, propuesta en la que indaga sobre la relación entre el colonialismo y el neoliberalismo en América Latina, añadiendo a su disciplina habitual, la pintura, textos escritos en clave autobiográfica. Su propia historia se entrelaza con las pinturas de paisajes y especies animales y vegetales que, inspiradas en la ilustración botánica, proponen una reflexión sobre la extinción de la biodiversidad en Latinoamérica en relación con los fenómenos mencionados.

## Exposiciones
Desde el año 2001 ha expuesto, tanto de manera individual como colectiva, en ciudades como Londres, Buenos Aires, París, Lisboa, Tarragona o Madrid.
- El Centro Cultural Borges, el Centro Cultural de la Memoria Haroldo Conti (ex-ESMA), la Galería Mundo Nuevo y el Museo Evita, ambos en Buenos Aires
- El Centro Cultural Tlatelolco de Ciudad de México
- Casa de América Latina de Lisboa
- Fondation Argentine de París
- TEA Tenerife Espacio de las Artes
- La Fresh Gallery, Asm28, Galería Silvestre, Tasman Projects y Sabrina Amrani Gallery de Madrid

Ha participado en ferias y muestras como, ARCO, JustMadrid o Arte INJUVE

## Obra en colecciones públicas
- Real Academia de España en Roma (2016).[4]
- Fundación Bancaria Caja de Extremadura (2017).[13]
- Basmoca Museum, Jeddah, Arabia Saudita (2018).[14]
- Colección DKV (2019).[15]
- Centro de Arte Dos de Mayo (2020).[16]
- Museo Nacional Centro de Arte Reina Sofía (2023).[17]

## Premios y reconocimientos
- Premio de Creación Artística de la Comunidad de Madrid, 2007.
- Finalista del II Certamen de dibujo Museo ABC en JustMad3. Madrid, 2012.
- Premio internacional de Artes Plásticas Obra Abierta de la Fundación Caja de Extremadura, 2017.[13]
- Ayudas a la Creación de Artes Visuales de la Comunidad de Madrid, 2017.
- Premio DKV Seguros-JustMad 10, 2019.[15]
- En la VIII edición de los Premios Iberoamericanos de Mecenazgo de la Fundación Callia, celebrada en colaboración con Las Rozas Village en 2023, obras de Bettini fueron seleccionadas para ser entregadas a las y los mecenas premiados.[18]